# Игры Юго-Восточной Азии 2023
32-е Игры Юго-Восточной Азии (англ. 2023 Southeast Asian Games или англ. 32st SEA Games) прошли с 5 по 16 мая 2023 года в Королевстве Камбоджа. В них приняли участие спортсмены из 11 стран, которые соревновались в 46 видах спорта.

## Участники
В скобках — количество спортсменов, принимавших участие в играх от данной страны.

| - Бруней (24) - Восточный Тимор (69) - Вьетнам (965) - Индонезия (499) | - Камбоджа (560) (страна-хозяйка) - Лаос (363) - Малайзия (612) - Мьянма (352) | - Сингапур (656) - Таиланд (888) - Филиппины (659) |

## Виды спорта
В скобках — число золотых медалей, разыгранных в данном виде спорта.

| - Бадминтон (7) - Баскетбол - Баскетбол 3×3 (2) - Баскетбол 5x5 (2) - Бильярд (10) - Борьба (18) - Бокс (13) - Боулинг (6) - Велосипедный спорт (12) - Вовинам (15) - Водное поло (2) - Воднолыжный спорт (11) - Волейбол (2) - Гимнастика (21) - Гольф (4) | - Джиу-джитсу (6) - Дзюдо (13) - Индорхоккей (2) - Карате (15) - Киберспорт (10) - Культуризм (10) - Лёгкая атлетика (45) - Мини-футбол (2) - Настольный теннис (7) | - Петанк (8) - Плавание (40) - Прыжки в воду (8) - Регби-7 (2) - Сепактакрау (12) - Синхронное плавание (5) - Силат (16) - Скоростные виды подводного плавания (13) - Сквош (9) - Стрелковый спорт (22) - Стрельба из лука (10) - Сянци (4) | - Тайский бокс (11) - Теннис (7) - Триатлон (4) - Тхэквондо (19) - Тяжёлая атлетика (14) - Ушу (21) - Фехтование (12) - Футбол (2) - Шахматы (10) |

## Места
| пномпень   | Спорткомплекс Мородок Техно         | Национальный стадион Мородок-Техо   | Церемонии открытия и закрытия                         |
| пномпень   | Спорткомплекс Мородок Техно         | Национальный стадион Мородок-Техо   | легкая атлетика                                       |
| пномпень   | Спорткомплекс Мородок Техно         | Национальный стадион Мородок-Техо   | Футбол                                                |
| пномпень   | Спорткомплекс Мородок Техно         | Центр водных видов спорта           | Плавание, Дайвинг, Плавание в ластах                  |
| пномпень   | Спорткомплекс Мородок Техно         | Бадминтонный зал                    | Бадминтон                                             |
| пномпень   | Спорткомплекс Мородок Техно         | Зал настольного тенниса             | Настольный теннис                                     |
| пномпень   | Спорткомплекс Мородок Техно         | хоккейный стадион                   | Хоккей на траве                                       |
| пномпень   | Спорткомплекс Мородок Техно         | Слоновий зал 1                      | кикбоксинг, кун кхмер                                 |
| пномпень   | Спорткомплекс Мородок Техно         | Слоновий зал 2                      | Баскетбол                                             |
| пномпень   | Спорткомплекс Мородок Техно         | Баскетбольный зал                   | Сепак такрау                                          |
| пномпень   | Спорткомплекс Мородок Техно         | Теннисный спортивный центр          | Мягкий теннис, Теннис                                 |
| пномпень   | Конференц-центр Чрой Чангвар        | Зал Парка Динозавров                | Танцевальные виды спорта, хоккей в помещении, флорбол |
| пномпень   | Конференц-центр Чрой Чангвар        | Зал А                               | Арнис, каратэ, ушу                                    |
| пномпень   | Конференц-центр Чрой Чангвар        | Зал Б                               | Фехтование, Джиу-джитсу                               |
| пномпень   | Конференц-центр Чрой Чангвар        | Зал С                               | Дзюдо, Кунбокатор                                     |
| пномпень   | Конференц-центр Чрой Чангвар        | Зал Е                               | Пенчак силат, Борьба                                  |
| пномпень   | Конференц-центр Чрой Чангвар        | Холл Ф                              | тхэквондо, тяжелая атлетика, вовинам                  |
| пномпень   | Конференц-центр Чрой Чангвар        | Зал G                               | бокс                                                  |
| пномпень   | Конференц-центр Чрой Чангвар        | Автопарк                            | Гонка с препятствиями                                 |
| пномпень   | Олимпийский спортивный комплекс     | Олимпийский стадион                 | Футбол                                                |
| пномпень   | Олимпийский спортивный комплекс     | Олимпийский крытый стадион          | Волейбол в помещении                                  |
| пномпень   | Олимпийский спортивный комплекс     | Шатер Олимпийского центра           | гимнастика, танцевальный спорт                        |
| пномпень   | Олимпийский спортивный комплекс     | Петанк Арена                        | петанк                                                |
| пномпень   | Олимпийский спортивный комплекс     | Бассейн                             | Водное поло                                           |
| пномпень   | Торговый центр AEON Sen Sok City    | Торговый центр AEON Sen Sok City    | Бильярд                                               |
| пномпень   | Nagaworld 2, торговый центр Олимпия | Nagaworld 2, торговый центр Олимпия | Киберспорт                                            |
| пномпень   | Армейский стадион                   | Армейский стадион                   | Футбол                                                |
| пномпень   | Стадион принца                      |                                     | Футбол                                                |
| пномпень   | Умный стадион РСН                   |                                     | Футбол                                                |
| пномпень   | Гольф-клуб Гарден Сити              | Гольф-клуб Гарден Сити              | Гольф                                                 |
| пномпень   | Королевский университет Пномпеня    | Королевский университет Пномпеня    | Сянци и Оук чактранг                                  |
| пномпень   | AZ Group Крикет Овал                | AZ Group Крикет Овал                | Крикет                                                |
| пномпень   | Зал Федерации Молодежи              | Зал Федерации Молодежи              | Текбол                                                |
| Кампот     | Центр водных видов спорта           | Центр водных видов спорта           | Традиционные гонки на лодках                          |
| Кеп        | Кеп Бич                             | Кеп Бич                             | Гонка на выносливость                                 |
| Сием Рип   | Кулен Гора                          | Кулен Гора                          | Горный велоспорт                                      |
| Сием Рип   | Ангкор-Ват                          | Ангкор-Ват                          | Марафон и шоссейный велоспорт                         |
| Сиануквиль | Пляж Соха                           | Пляж Соха                           | Водный мотоцикл, Парусный спорт                       |
| Сиануквиль | Пляж Чумтиав Мао                    | Пляж Чумтиав Мао                    | пляжный волейбол                                      |

## Игры

### Церемония открытия
Церемония открытия 32-х Игр Юго-Восточной Азии состоялась 5 мая 2023 года и официально началась в 19:00 и 19:00 BCH (по местному времени) на стадионе «мородок течо» . Начало парада флагов Королевства Камбоджа в сопровождении 64 детей, представляющих все этнические группы Камбоджи, значение 64 детей относится к 64 годам ожидания Камбоджи для проведения первых Игр Юго-Восточной Азии . первых в истории для Камбоджи.
Рождение доисторического кхмерского царства В древней земле море отступило и образовало остров с материковым деревом, и остров назывался Ко Корк Тлок Неанг Неак, сын Короля Драконов, встретил Преа Тонга Эти двое также упали в любовь, правили различными этническими группами и основали царство Пном.
Чудеса Ангкора, славного великолепия Кхмерской империи, создали великие архитектурные сооружения, включая ирригационные системы и большие храмы, такие как: Ангкор-Ват , Та Пром, Кох Кер , Бей Кер, Байон и многие другие нематериальные сокровища, такие как Театр танца Апсара Кукольный театр и бокатор являются не только наследием предков кхмеров, но и мировым достоянием и нематериальным культурным наследием человечества.
кхмерские улыбки описывает начало новой эры после окончания темной эры геноцидного режима Пол Пота, открытие новой страницы в истории Камбоджи через победоносную политику во главе с премьер-министром Хун Сеном .Чтобы положить конец гражданской войне, принести мир и полное национальное единство, а также с уверенностью построить славное будущее и дать всем гражданам право на свободу, надежду и теплую улыбку, демонстрируя рост рыночной экономики Демонстрируя потенциал прибрежных районов Камбоджи Демонстрация потенциала камбоджийского рыболовного промысла Тонле Сап Демонстрация биоразнообразия камбоджийских дельфинов Меконга Демонстрация потенциала производства шелка в Камбодже для текстильных изделий в швейном производстве Камбоджа посредством живых, цивилизованных, красивых дизайнов и сельскохозяйственных демонстраций урожая риса в Камбодже.
Будущее Камбоджи Презентация большого количества кхмерских барабанов собрала энергию, чтобы вдохновить камбоджийцев на путешествие к цифровой модернизации, чтобы способствовать развитию новых технологий и внедрению легкого танца.

#### Парад Наций
| Заказ | нация                                             | Знаменосец                  | Спорт           |
| ----- | ------------------------------------------------- | --------------------------- | --------------- |
| 1     | Бруней-Даруссалам (BRU)                           | Али Сайфулла Сухайми        | пенчак силат    |
| 2     | Индонезия (ИНА)                                   | Флэрен Кандреа Вономихарджо | Плавание        |
| 3     | Лаосская Народно-Демократическая Республика (ЛАО) | Суласит Кхамвонгса          | петанк          |
| 4     | Малайзия (MAS)                                    | Шармендран Рагунатан        | Каратэ          |
| 5     | Мьянма (МЛЯ)                                      | Аунг Каинг Лин              | Вовинам         |
| 6     | Филиппины (PHI)                                   | Алисса Вальдес              | Волейбол        |
| 7     | Сингапур (SGP)                                    | Терри Тай Вэй Ан            | Гимнастика      |
| 8     | Таиланд (THA)                                     | Чанатип Джакраван           | Баскетбол       |
| 9     | Восточный Тимор (TLS)                             | Фелисберто де Деус          | легкая атлетика |
| 10    | Вьетнам (VIE)                                     | Нгуен Хью Хоанг             | Плавание        |
| 11    | Камбоджа (CAM) (принимающая сторона)              | Пром Самнанг                | Кун Кхмер       |

## Маркетинг
Официальный логотип и слоган Игр Юго-Восточной Азии 2023 года были определены 2 июля 2020 года Организационным комитетом Игр Юго-Восточной Азии 2023 года в Камбодже и официально представлены 7 августа. Конкурс дизайна логотипа игры был проведен в 2019 году, и, как сообщается, окончательный дизайн состоит из Ангкор-Вата и четырёх драконов в качестве основных мотивов
талисманами игр стали кролики Румдуол (រំដួល) и Борей (បុរី)
Официальная песня Игр — «Cambodian Pride»

## Вещание
| Страна    | Телевещатели                                                                       | Ссылки |
| --------- | ---------------------------------------------------------------------------------- | ------ |
| Индонезия | RCTI iNews                                                                         |        |
| Малайзия  | TV Okey                                                                            |        |
| Филиппины | TV5 Network Cignal TV Smart Communications PTV iBC One Sports Smart Communications |        |
| Сингапур  | Mediacorp CNA (TV-network)                                                         |        |
| Таиланд   | TPT NBT GMM 25 PPTV                                                                |        |
| Вьетнам   | VTV                                                                                |        |

## Итоги игр
Фиолетовым цветом выделена страна, где проходили игры. В таблице приведены итоги игр:
| Место | Страна          | Золото | Серебро | Бронза | Всего |
| ----- | --------------- | ------ | ------- | ------ | ----- |
| 1     | Вьетнам         | 136    | 105     | 114    | 355   |
| 2     | Таиланд         | 108    | 96      | 108    | 312   |
| 3     | Индонезия       | 87     | 80      | 109    | 276   |
| 4     | Филиппины       | 27     | 51      | 65     | 143   |
| 5     | Сингапур        | 35     | 27      | 33     | 95    |
| 6     | Малайзия        | 25     | 32      | 50     | 107   |
| 7     | Мьянма          | 14     | 13      | 38     | 65    |
| 9     | Камбоджа        | 56     | 44      | 55     | 155   |
| 8     | Лаос            | 6      | 14      | 38     | 58    |
| 10    | Бруней          | 1      | 1       | 4      | 6     |
| 11    | Восточный Тимор | 0      | 0       | 2      | 2     |
| Всего | Всего           | 317    | 331     | 473    | 1101  |